# Лангенбах-бай-Кірбург
Лангенбах-бай-Кірбург (нім. Langenbach bei Kirburg) — громада в Німеччині, розташована в землі Рейнланд-Пфальц. Входить до складу району Вестервальд. Складова частина об'єднання громад Бад-Марінберг (Вестервальд).
Площа — 5,51 км2. Населення становить 1083 ос. (станом на 31 грудня 2020).